# Вулиця Ріволі
Ву́лиця Ріволі́ (фр. Rue de Rivoli) — одна з найдовших вулиць Парижу, Франція та є природним продовженням відомої вулиці Єлисейські Поля у східному напрямку від площі Згоди.
Вона простягалась правобережжям Сени на три кілометри паралельно річковій течії.
Це комерційна вулиця, крамниці якої пропонують провідні модні бренди.
Має назву на честь однієї з перших перемог Наполеона проти австрійської армії у битві при Ріволі, що відбулася 14–15 січня 1797 року.
Ріволі є прикладом консенсусу між оточенням престижних пам'яток та аристократичних площ та результатами сучасного містобудування муніципальної влади.
Нова вулиця, що Наполеон Бонапарт проклав через центр Парижа, має з одного боку північне крило палацу Лувр (що Наполеон розширив) і сад Тюїльрі.
Після завершення добре спроектована та естетично приваблива вулиця обмежувала північне крило палацу Лувр.
Початкова частина вулиці Наполеона відкривалася на схід від площі Згоди. Будівельники на північній стороні площі Людовика XV (як її тоді називали) між Рю-де-Мондові та Рю-Сен-Флорентен були обмежені патентними листами в 1757 і 1758 роках дотримуватись єдиного плану фасаду. Результатом стала приємна одноманітність, і планувальники Наполеона продовжили цю програму, в результаті чого з'явилися аркади та фасади, що простягаються майже на милю вздовж вулиці.
Королі Карл X і Луї-Філіпп продовжили розпочате Наполеоном далі на схід від Лувру.
Імператор Наполеон III розширив її углиб старовинного кварталу Маре.
В 1852 році, навпроти крила Лувру, Жорж Ежен Осман розширив площу Пале-Рояль, центром якої є Пале-Рояль, побудований для кардинала Рішельє в 1624 році і призначений для королівської сім'ї, з його садом, оточеним модними комерційними аркадами.
У задній частині саду знаходиться старе відділення Національної бібліотеки на вулиці Рішельє.
На північ від вулиці Ріволі, там де Великі бульвари перетинали величезну нову площу, був побудований новий оперний театр. Опера Гарньє — пам'ятник будівництва Другої імперії.
Відразу за оперним театром розташовані найбільші універмаги — Galeries Lafayette і Printemps.
На схід уздовж вулиці Ріволі, на площі Пірамід, знаходиться позолочена статуя Жанни д'Арк, розташована неподалік від місця, де вона була поранена біля воріт Сент-Оноре під час її невдалого штурму Парижа 8 вересня 1429 року.
Трохи далі, у напрямку до площі Згоди, вулиця Кастільоне веде до Вандомської площі з Вандомською колоною, увінчаною зображенням Наполеона Бонапарта.
Забудова вулиці розпочата в 1802 та завершена в 1865 році.
Саме там вбито лідера гугенотів адмірала Гаспара II де Коліньї під час різанини в день Святого Варфоломія 1572 року.
У квітні 2020 року мер Парижа оголосив, що автомобілі будуть заборонені протягом літа 2020 року, припускаючи, що заборона може стати постійною.
Це частина поточних заходів щодо скорочення використання автомобілів у Парижі.

Середи визначних пам'яток вулиці Ріволі:
- готична башта Сен-Жак;
- статуя Жанни д'Арк на площі Пірамід.
- Павільйон Марсан